# Placenta (Zeitschrift)
Placenta ist eine wissenschaftliche Fachzeitschrift, die vom Elsevier-Verlag im Auftrag der International Federation of Placenta Associations veröffentlicht wird. Die Zeitschrift wurde 1980 gegründet und erscheint derzeit mit zwölf Ausgaben im Jahr. Es werden Arbeiten veröffentlicht, die sich mit allen Aspekten der Plazentaentwicklung in Mensch und Tier beschäftigen.
Der Impact Factor lag im Jahr 2014 bei 2,71. Nach der Statistik des ISI Web of Knowledge wird das Journal mit diesem Impact Factor in der Kategorie Gynäkologie und Geburtshilfe an 16. Stelle von 79 Zeitschriften, in der Kategorie Entwicklungsbiologie an 18. Stelle von 41 Zeitschriften und in der Kategorie Reproduktionsbiologie an zehnter Stelle von 30 Zeitschriften geführt.